# Рибняці
45°31′ пн. ш. 16°56′ сх. д. / 45.51° пн. ш. 16.94° сх. д.
Рибняці (хорв. Ribnjaci) — населений пункт у Хорватії, в Пожезько-Славонській жупанії у складі міста Липик.

## Населення
Населення за даними перепису 2011 року становило 34 осіб.
Динаміка чисельності населення поселення:

## Клімат
Середня річна температура становить 11,25 °C, середня максимальна – 25,50 °C, а середня мінімальна – -5,42 °C. Середня річна кількість опадів – 894 мм.
| Клімат поселення                              | Клімат поселення | Клімат поселення | Клімат поселення | Клімат поселення | Клімат поселення | Клімат поселення | Клімат поселення | Клімат поселення | Клімат поселення | Клімат поселення | Клімат поселення | Клімат поселення | Клімат поселення |
| Показник                                      | Січ.             | Лют.             | Бер.             | Квіт.            | Трав.            | Черв.            | Лип.             | Серп.            | Вер.             | Жовт.            | Лист.            | Груд.            |                  |
| Середній максимум, °C                         | 6,51             | 8,55             | 12,94            | 17,38            | 22,13            | 25,50            | 24,74            | 24,10            | 20,29            | 15,37            | 9,88             | 5,38             |                  |
| Середня температура, °C                       | 0,54             | 2,60             | 7,00             | 11,43            | 16,19            | 19,54            | 21,06            | 20,42            | 16,62            | 11,68            | 6,20             | 1,72             |                  |
| Середній мінімум, °C                          | −5,42            | −3,35            | 1,03             | 5,48             | 10,24            | 13,57            | 17,38            | 16,74            | 12,93            | 8,00             | 2,50             | −1,98            |                  |
| Норма опадів, мм                              | 56               | 52               | 60               | 73               | 79               | 94               | 82               | 87               | 76               | 80               | 87               | 68               |                  |
| Середньомісячна швидкість вітру, м/с          | 1.80             | 2.07             | 2.40             | 2.30             | 2.10             | 1.95             | 1.90             | 1.70             | 1.70             | 1.80             | 1.80             | 1.87             |                  |
| Середньомісячна сонячна радіація, кДж/м²·день | 4245             | 6996             | 10901            | 15318            | 19687            | 21751            | 22706            | 19848            | 14810            | 9068             | 4763             | 3477             |                  |
| --------------------------------------------- | ---------------- | ---------------- | ---------------- | ---------------- | ---------------- | ---------------- | ---------------- | ---------------- | ---------------- | ---------------- | ---------------- | ---------------- | ---------------- |
| Джерело:                                      |                  |                  |                  |                  |                  |                  |                  |                  |                  |                  |                  |                  |                  |